# Valor de pico

Corriente alterna de onda senoidal:
1. Valor de pico
2. Valor pico a pico
3. Valor eficaz
4. Periodo

En electricidad y electrónica, se denomina valor de pico (A0) de una corriente periódica a la amplitud o valor máximo de la misma. Para corriente alterna también se tiene el valor de pico a pico (App), que es la diferencia entre su pico máximo positivo y su pico negativo.